# Bagolal
Els kuantis o bagolal són un petit grup ètnic del Dagestan. Ells mateixos s'anomenen així però els russos els anomenen bagulali. La seva llengua és el kwanadi o kvanadi (kvanadinsky yazik) que amb l'andi, el akhwakh, el botlikh, el čamalal, el godoberi, el karata i el tindi formen la divisió andi del conjunt avar-andi-dido de llengües ibero-caucasianes.
El 1926 la població al cens fou de 3.054 persones que habitaven els auls de Khustada, Kwanada (a la regió de Tsumada), Gimerso, Tisi, Tlibisho (regió d'Akhwakh), al sud del colso del Koysu andi al Daguestan. S'han conservat relativament aïllats degut a la inaccessibilitat de les seves muntanyes. Són sunnites hanafites i tenen costums patriarcals. La seva economia és agrícola i ramadera. La seva llengua està dividida en dos dialectes: el bagulal i el tlisi, ambdós purament vernaculars mentre que escriuen en àvar o rus. Assimilats en certa manera als àvars apareixen com a tal als cens de 1959 i de 1970.